# Awaphora kikuchii
Awaphora kikuchii är en insektsart som beskrevs av Matsumura 1940. Awaphora kikuchii ingår i släktet Awaphora och familjen spottstritar. Inga underarter finns listade i Catalogue of Life.